# Cabbio
Cabbio  är en ort i kommunen Breggia i kantonen Ticino, Schweiz. 
Cabbio var tidigare en självständig kommun, men 25 oktober 2009 blev Cabbio en del av nybildade kommunen Breggia.